# Glandirana tientaiensis
Glandirana tientaiensis е вид земноводно от семейство Водни жаби (Ranidae). Видът е почти застрашен от изчезване.

## Разпространение
Разпространен е в Китай.